# Hydrocanthus texanus
Hydrocanthus texanus är en skalbaggsart som beskrevs av Sharp 1882. Hydrocanthus texanus ingår i släktet Hydrocanthus och familjen grävdykare. Inga underarter finns listade i Catalogue of Life.